# OPS 0855
OPS 0855, également appelé OV4-3, est une maquette de la station spatiale militaire américaine, Manned Orbiting Laboratory (MOL), lancée en 1966 pour valider la configuration de lancement des futures missions MOL. Plusieurs charges utiles expérimentales, regroupées sous l'appellation Manifold (en français : collecteur) sont embarquées à bord de l'engin spatial. Celui-ci, conçu pour fonctionner pendant 75 jours, cesse ses activités après seulement 30 jours. Il est construit à partir du réservoir d'oxydant d'un premier étage HGM-25A Titan I non fonctionnel, solidaire d'un étage de transfert Transtage. Il fait partie des projets MOL et Orbiting Vehicle (OV).
La charge utile Manifold comprend deux systèmes de détection de micrométéorites, un émetteur à signal lumineux désigné ORBIS-Low, une expérience sur la croissance cellulaire, un prototype de pile à combustible à hydrogène, une expérience de contrôle thermique, un système de surveillance et de transfert de propergol pour étudier la dynamique des fluides en impesanteur, un prototype de système de contrôle d'attitude, une expérience visant à étudier la réflexion de la lumière dans l'espace, et une expérience de transfert de chaleur. Le vaisseau spatial est peint pour pouvoir servir de cible de suivi optique depuis la Terre,.
Le lanceur Titan IIIC 3C-9 est lancé depuis l'aire de lancement LC-40 de Cape Canaveral le 3 novembre 1966. Le prototype Gemini B, capsule spatiale dérivée de la capsule Gemini qui doit être utilisée pour les missions MOL, est le vaisseau spatial Gemini n°2, vaisseau de la mission Gemini 2 rénové pour l'occasion. Elle est lancée par le même lanceur, reproduisant le déroulement d'une mission MOL, et est injectée sur une trajectoire suborbitale. Le module de liaison entre la capsule Gemini et l'OPS 0855 contient trois satellites supplémentaires, deux satellites OV4-1, et OV1-6. Ils sont libérés en orbite terrestre basse.
OPS 0855 se place sur une orbite ayant un périgée de 298 km et un apogée de 305 km avec une inclinaison de 32,80°. Il reçoit le Numéro d'immatriculation international des objets spatiaux (NSSDC ID) 1966-099A, et reste en orbite jusqu'à sa rentrée atmosphérique, le 9 janvier 1967. Aucune autre mission MOL n'est effectuée, à la suite de l'annulation du projet en juin 1969.